# Mount Washington Regional Airport

i7
i11
i13
Der Mount Washington Regional Airport ist ein Flugplatz in Whitefield im Coös County im Norden von New Hampshire, einem der Neuenglandstaaten der USA. Er wurde im August 1946 in Betrieb genommen, steht der allgemeinen Luftfahrt offen und befindet sich im Besitz der Town of Whitefield. Im New Hampshire State Airport System Plan ist er als regionaler Flugplatz (Regional Airport) eingestuft. Die Möglichkeit der Aufrüstung für den Präzisionsinstrumentenanflug wurde 2008 untersucht und positiv beschieden.

## Einrichtungen
Die Bahn 10/28 ist asphaltiert, verfügt über Beleuchtungseinrichtungen und hat teilweise einen parallel verlaufenden, ebenfalls asphaltierten Rollweg. Der Windanzeiger ist beleuchtet. Es gibt 14 Abstellplätze in Hangars und 12 weitere auf dem Vorfeld, 100LL-Treibstoff in Selbstbedienung und Reparatur- und Wartungskapazitäten für Flugzeuge und Motoren, ein Terminalgebäude sowie Flugunterricht und weitere Transportmöglichkeiten in Form von Mietwagen, Taxi- und Fahrdienst.

## Flugbewegungen
In zwölf Monaten fanden 9.500 Flugbewegungen statt. Davon waren 150 Lufttaxiflüge, 4.500 lokaler Verkehr, 4.500 Zwischenlandungen und 350 Militärflüge (Stand 2018).